# NGC 7177
NGC 7177 (другие обозначения — PGC 67823, UGC 11872, MCG 3-56-3, ZWG 451.2) — спиральная галактика с перемычкой (SBb) в созвездии Пегас.
Этот объект входит в число перечисленных в оригинальной редакции «Нового общего каталога».
В галактике вспыхнула сверхновая SN 1960L, её пиковая видимая звездная величина составила 16,0.
В галактике вспыхнула сверхновая SN 1976E. Её пиковая видимая звёздная величина составила 16,5.